# Districts du Mozambique
Les 11 provinces du Mozambique sont divisées en 128 districts.

## Province de Cabo Delgado
- District d'Ancuabe
- District de Balama
- District de Chiúre
- District d'Ibo
- District de Macomia
- District de Mecúfi
- District de Meluco
- District de Mocímboa da Praia
- District de Montepuez
- District de Mueda
- District de Muidumbe
- District de Namuno
- District de Nangade
- District de Palma
- District de Pemba-Metuge
- District de Quissanga

## Province de Gaza
- District de Bilene Macia
- District de Chibuto
- District de Chicualacuala
- District de Chigubo
- District de Chókwè
- District de Guijá
- District de Mabalane
- District de Manjacaze
- District de Massagena
- District de Massingir
- District de Xai-Xai

## Province d'Inhambane
- District de Funhalouro
- District de Govuro
- District de Homoine
- District de Inharrime
- District de Inhassoro
- District de Jangamo
- District de Mabote
- District de Massinga
- District de Morrumbene
- District de Panda
- District de Vilankulo
- District de Zavala

## Province de Manica
- District de Bárue
- District de Gondola
- District de Guro
- District de Machaze
- District de Macossa
- District de Manica
- District de Mossurize
- District de Sussundenga
- District de Tambara

## Maputo
- Maputo

## Province de Maputo
- District de Boane
- District de Magude
- District de Manhiça
- District de Marracuene
- District de Matutuine
- District de Moamba
- District de Namaacha

## Province de Nampula
- District d'Angoche
- District d'Eráti
- District de Lalaua
- District de Malema
- District de Meconta
- District de Mecubúri
- District de Memba
- District de Mogincual
- District de Mogovolas
- District de Moma
- District de Monapo
- District de Mossuril
- District de Muecate
- District de Murrupula
- District de Nacala-a-Velha
- District de Nacarôa
- District de Nampula
- District de Ribáuè

## Province de Niassa
- District de Cuamba
- District de Lago
- District de Lichinga
- District de Majune
- District de Mandimba
- District de Marrupa
- District de Maúa
- District de Mavago
- District de Mecenhelas
- District de Mecula
- District de Metarica
- District de Muembe
- District de N'gauma
- District de Nipepe
- District de Sanga

## Province de Sofala
- District de Buzi
- District de Caia
- District de Chemba
- District de Cheringoma
- District de Chibabava
- District de Dondo
- District de Gorongosa
- District de Marromeu
- District de Machanga
- District de Maringué
- District de Muanza
- District de Nhamatanda

## Province de Tete
- District d'Angónia
- District de Cahora-Bassa
- District de Changara
- District de Chifunde
- District de Chiuta
- District de Macanga
- District de Magoé
- District de Marávia
- District de Moatize
- District de Mutarara
- District de Tsangano
- District de Zumbo

## Province de Zambézie
- District d'Alto Molocue
- District de Chinde
- District de Gilé
- District de Gurué
- District d'Ile
- District d'Inhassunge
- District de Lugela
- District de Maganja da Costa
- District de Milange
- District de Mocuba
- District de Mopeia
- District de Morrumbala
- District de Namacurra
- District de Namarrói
- District de Nicoadala
- District de Pebane